# Гофман, Петер
Пе́тер Го́фман (нем. Peter Hofmann (22 августа 1944 — 30 ноября 2010) немецкий тенор, сделавший успешную карьеру в опере, рок-музыке, и мюзиклах.

## Биография
Гофман родился в Мариенбаде и вырос в Дармштадте. Ещё до начала занятий оперным пением, он пел в рок-группе. Во время семилетней службы в войсках Западной Германии он начал брать частные уроки пения. После демобилизации он поступил в консерваторию в Карлсруэ, где прошёл курс оперного пения.

### Оперная карьера
Дебют Гофмана состоялся в Любеке в 1972 году, где он пропел партию Тамино в опере Вольфганга Амедея Моцарта Волшебная флейта. Партию Зигмунда Гофман впервые исполнил в Вуппертальской опере два года спустя. Именно благодаря исполнению этой партии в юбилейной постановке в Байрейте Кольца Нибелунга в 1976-м году Гофман получил международное признание., после чего пел в оперных театрах Штутгарта, Парижа, Вены, Лондона, Чикаго и Сан-Франциско. Также в Байрейте он исполнял партии Парсифаля (в 1976 и 1978 годах), Лоэнгрина (в 1979 и 1982), Тристана (1986), и Вальтера (1988).
Впервые обратил на себя внимание в качестве гельдентенора в 1976 году на Байрейтском фестивале, где критики высоко оценили его выступление в роли Зигмунда в опере Рихарда Вагнера «Валькирия». В последующие десять лет он активно участвовал в оперных постановках, был одним из лидирующих вагнеровских теноров, исполняя партии Лоэнгрина, Парсифаля, Сигфрида, и Тристана в основных оперных залах мира и на международных фестивалях.
В 1980 дебютировал в Метрополитен Опера в партии Лоэнгрина..
Напряженный график работы, в совокупности с «несовершенной вокальной техникой», привёл к проблемам с голосом, что стало особенно очевидно к концу 1980-х годов. Из-за этих трудностей певец вынужден был полностью отказаться от исполнения оперных партий и вместо этого целиком посвятил себя исполнению популярной музыки. К этому времени у Гофмана уже имелся опыт эстрадного пения, и несколько записей классического рока в его исполнении в середине 1980-х годов имели успех. Он продолжал петь на эстраде вплоть до ухода на покой в связи с ухудшавшимся здоровьем в 1999-м году. В 1994-м году певцу поставили диагноз — болезнь Паркинсона.

## Популярная музыка
Гофман записал несколько альбомов популярной музыки, которые пользовались популярностью в Европе. В 1987-м году вышел альбом Праздничные песни, в котором Гофман пел вместе со своей женой, оперной певицей — Деборой Сассон.
В 1990 и 1991 годах Гофман играл главную роль в гамбургской постановке мюзикла «Фантом Оперы», а также вёл телевизионное шоу в Германии.

## Личная жизнь
Гофман был женат и разведён дважды, второй раз, с 1983 по 1990 год на оперной певице Деборе Сассон. Бракоразводные процессы разорили его, и остаток жизни он провёл в относительной бедности.
Десять лет певец боролся с болезнью Паркинсона, и умер от воспаления лёгких в ноябре 2010 года, в возрасте 66 лет.

## Дискография

### Классическая музыка
- 1980: Ludwig van Beethoven: Fidelio (Rolle des Florestan) (Chicago Symphony Orchestra, Sir Georg Solti)
- 1981: Wolfgang Amadeus Mozart: Die Zauberflöte (Sinfonie-Orchester und Chor des Bayerischen Rundfunks, Bernard Haitink)
- 1981: Richard Wagner: Parsifal (Berliner Philharmoniker, Chor der Deutschen Oper Berlin, Herbert von Karajan)
- 1981: Richard Wagner: Die Walküre (Orchester der Bayreuther Festspiele, Pierre Boulez)
- 1981: Richard Wagner: Tristan und Isolde (Sinfonieorchester des Bayerischen Rundfunks Leonard Bernstein)
- 1982: Christoph Willibald Gluck: Orfeo ed Euridice (Philharmonisches Orchester Köln, Heinz Panzer)
- 1983: Richard Wagner: Höhepunkte aus Rienzi, Tannhäuser u.a. (RSO Stuttgart, Iván Fischer)
- 1985: Richard Wagner: Der fliegende Holländer (Berliner Philharmoniker, Wiener Staatsopernchor, Herbert von Karajan)
- 1985: Richard Wagner: Parsifal (Chor und Orchester der Bayreuther Festspiele James Levine)
- 1985: Richard Wagner: Die Walküre, 1. Akt (New York Philharmonic Orchestra, Zubin Mehta, Eva Marton, Martti Talvela)
- 1986: Richard Wagner: Lohengrin (Metropolitan Opera Orchestra, Metropolitan Opera Chorus, James Levine)

### Популярная музыка
- 1982: Rock Classics
- 1984: Peter Hofmann 2 Ivory Man
- 1985: Unsre Zeit
- 1986: Live ’86
- 1987: Rock Classics 2
- 1988: Monuments
- 1990: Wild and lonely heart
- 1992: Love Me Tender
- 1994: Country Roads
- 1996: Rock Classics: Love Songs
- 1998: Rock Classics: Your Songs

### Рок-опера
- 1990: Andrew Lloyd Webber: Das Phantom der Oper — Höhepunkte der Hamburger Aufführung (Ensemble der Neuen Flora Hamburg mit Anna Maria Kaufmann)

### Другое
- 1989: Peter Hofmann (and the London Symphony Orchestra) Stille Nacht (Andrew Pryce Jackman)